# Johnny Hoes
Johannes Andreas (Johnny) Hoes (Rotterdam, 19 april 1917 – Weert, 23 juli 2011) was een Nederlandse zanger, producer en componist-tekstschrijver. Zijn plaat Och, was ik maar bij moeder thuis gebleven staat met 450.000 exemplaren te boek als de bestverkochte Nederlandstalige single aller tijden.
Johnny Hoes staat wel bekend als De koning van de smartlap en was de man achter duizenden meezingers, smartlappen, carnavalskrakers en levensliederen. Andere grote hits waren De smokkelaar, Dat is het einde en Friet met mayonaise (1974).
Sinds de jaren 1960 was hij actief in het Limburgse Weert met zijn eigen opnamestudio en platenmaatschappij. Hij woonde sinds 1983 in het Belgische Knokke.

## Biografie
Hoes groeide op in Katendrecht als zoon van een Nederlandse zeeman. Zijn moeder was Belgische. Hij volgde de HBS en speelde covers met The Four Dutch Serenaders, waar ook de vader van Joke Bruijs deel van uitmaakte. Bij de Duitse aanval op Nederland in 1940 lag hij als gemobiliseerd sergeant in de buurt van Tungelroy waar hij zijn latere echtgenote leerde kennen. Hij bleef daar gedurende de oorlogsjaren en trad er na de bevrijding in 1944 op voor Amerikaanse militairen.
Hoes speelde eind jaren 1940 in het voorprogramma van Bobbejaan Schoepen. Hij werkte tussen 1952 en 1963 bij Phonogram, maar vanaf 1964 produceerde hij voor zijn eigen platenmaatschappij Telstar. Johnny Hoes bracht behalve als solist (soms als Andy Field) ook met anderen platen uit: De Twee Jantjes, Johnny & Caesarine, Johnny Hoes & Ria Roda, Johnny & Mary en Thomas Berge. Bekende artiesten als De Alpenzusjes, de Zangeres Zonder Naam, De Wilmari's, Eddy Wally, de Heikrekels, Normaal, Doe Maar, the Classics, Henk Wijngaard en the Walkers werden door hem ontdekt en brachten platen uit onder zijn label. Daarnaast was hij de producent van de wereldhit De vogeltjesdans. Sinds 2003 hebben zijn zonen Adri-Jan Hoes en Johnny Hoes junior de leiding over Telstar.
In de jaren zestig en zeventig bracht Hoes een radioprogramma bij de KRO en voor de VARA een eigen televisieshow onder de naam Met een lach en een traan. Hij bleef tot op zeer hoge leeftijd actief; in januari 2011 nam hij zijn laatste plaat op, het lied How do you do in een duet met Stef Ekkel.
In juli 2011 kreeg Hoes een ernstig hartinfarct, waarna hij werd opgenomen in het Catharina-ziekenhuis in Eindhoven. Na een dotterbehandeling werd hij op 22 juli 2011 overgebracht naar het St. Jans Gasthuis in Weert, waar hij een dag later op 94-jarige leeftijd overleed.
Honderden mensen brachten hem een laatste groet in de Telstar studio's in Weert. In Heeze is hij gecremeerd.

## Discografie

### Albums
| Album met eventuele hitnotering(en) in de Nederlandse Album Top 100 | Datum van verschijnen | Datum van binnenkomst | Hoogste positie | Aantal weken | Opmerkingen   |
| ------------------------------------------------------------------- | --------------------- | --------------------- | --------------- | ------------ | ------------- |
| Zijn allergrootste hits                                             | 2011                  | 06-08-2011            | 47              | 4            | Verzamelalbum |

### Singles
| Single met eventuele hitnotering(en) in de Nederlandse Top 40 | Datum van verschijnen | Datum van binnenkomst | Hoogste positie | Aantal weken | Opmerkingen                                 |
| ------------------------------------------------------------- | --------------------- | --------------------- | --------------- | ------------ | ------------------------------------------- |
| Platennieuws                                                  |                       |                       |                 |              |                                             |
| Och was ik maar (bij moeder thuis gebleven)                   | 1961                  | 19-05-1961            | 1               | 35           | Dubbel platina met 5 diamanten              |
| (In het café van) Blonde Greetje                              | 1961                  | 01-10-1961            | 24              | 12           |                                             |
| Sneeuwwitte boezem                                            | 1961                  | 01-11-1961            | 10              | 20           | als Rio Jim en Jukebox Johnny               |
| Daar mag je alleen maar naar kijken                           | 1962                  | 27-04-1962            | 8               | 3            |                                             |
| Vader waar is moeder gebleven                                 | 1962                  | 01-06-1962            | 10              | 20           |                                             |
| Ik geef 'n dikke                                              | 1962                  | 01-08-1962            | 24              | 4            |                                             |
| Bleib' heute abend bei mir / Blijf toch vanavond bij mij      | 1962                  | 01-10-1962            | 16              | 12           | met Caeserine Hoes                          |
| Oh la la Louise                                               | 1962                  | 01-12-1962            | 26              | 4            |                                             |
| Hoempa, hoempa                                                | 1964                  | 02-05-1964            | 16              | 12           |                                             |
| Top 40                                                        |                       |                       |                 |              |                                             |
| De voddenraper van Parijs                                     | 1965                  | 13-02-1965            | 40              | 1            | als Johnny & Mary                           |
| Dat is 't einde                                               | 1965                  | 12-06-1965            | 11              | 22           |                                             |
| Feyenoord polonaise                                           | 1965                  | 18-09-1965            | 24              | 4            |                                             |
| Ard en Keessie                                                | 1966                  | 05-03-1966            | 29              | 5            | met Het Heya Heya Koor                      |
| Waar we heengaan... Jelle zal wel zien                        | 1967                  | 28-01-1967            | 7               | 6            | #7 in de Parool Top 20                      |
| En we drinken tot we zinken                                   | 1969                  | 22-02-1969            | 32              | 1            |                                             |
| Mijn Mollie                                                   | 1970                  | 10-01-1970            | tip20           | -            |                                             |
| Maar bij mijn moeder thuis                                    | 1973                  | 09-06-1973            | tip6            | -            |                                             |
| Friet met mayonaise                                           | 1974                  | 28-09-1974            | tip5            | -            |                                             |
| Bier bier bier                                                | 1978                  | 07-01-1978            | tip22           | -            | met Normaal                                 |
| Jantjes gitaar                                                | 2005                  | -                     |                 |              | met Thomas Berge / #68 in de Single Top 100 |
| De smokkelaar                                                 | 2009                  | -                     |                 |              | met Stef Ekkel / #11 in de Single Top 100   |

| Single met hitnotering(en) in de Vlaamse Ultratop 50 | Datum van verschijnen | Datum van binnenkomst | Hoogste positie | Aantal weken | Opmerkingen        |
| ---------------------------------------------------- | --------------------- | --------------------- | --------------- | ------------ | ------------------ |
| De dertigste mei                                     | 1955                  | 01-04-1955            | 20              | 4            |                    |
| Rik Van Looy                                         | 1958                  | 01-09-1958            | 16              | 4            |                    |
| Och was ik maar bij moeder thuis gebleven            | 1961                  | 01-07-1961            | 1(2wk)          | 24           |                    |
| Daar mag je alleen maar naar kijken!                 | 1962                  | 01-03-1962            | 11              | 12           |                    |
| Vader, waar is moeder gebleven                       | 1962                  | 01-05-1962            | 9               | 4            |                    |
| En we drinken tot we zinken!                         | 1969                  | 01-03-1969            | 18              | 3            | met De Feestneuzen |

## Trivia
- In het Neroalbum Het Lodderhoofd (1960) loopt Madam Pheip Meneer Pheip weer tegen het lijf nadat hij haar enkele pagina's eerder alleen aan het vliegveld achterliet. Ze neemt meteen wraak en dwingt hem met haar mee te gaan. Meneer Pheip begint spontaan "Och, was ik maar bij moeder thuisgebleven..." te zingen (strook 123). Het lied stond, toen het verhaal in de krant liep, in de hitlijsten.
- Zijn hit Och, was ik maar bij moeder thuisgebleven, was oorspronkelijk een liedje in het Venloos dialect, Och waas ik maar beej mooder thoës gebleve, geschreven door Frans Boermans en Thuur Luxembourg.[7]
- De single Jelle zal wel zien uit 1967 is een bewerking door Wim Kan van Yellow submarine (1966) van The Beatles. De Jelle van Wim Kan was Jelle Zijlstra, bij Johnny Hoes was hij een buschauffeur.

## Bron
- Johnny Hoes:Een lach en een traan, Uitgeverij L.J. Veen Amsterdam/Antwerpen, 2004. ISBN 90-204-0545-4